# Petropavlovsk (croiseur)
Pour les articles homonymes, voir Petropavlovsk.
Le Petropavlovsk est un croiseur lance-missiles de la classe Kara ayant servi dans la marine soviétique.

## Historique
Il est lancé en novembre 1975 et mis en service en décembre 1976 au chantier naval des 61 Communards. Le 5 février 1977, il rejoint la flotte russe du Pacifique.
Du 24 février au 3 juillet 1979, dans le cadre d'un groupe opérationnel autour du porte-avions Minsk, il effectue en compagnie de son sister-ship Tachkent une mission d'escorte de Sébastopol à l'Afrique puis Vladivostok, tout en accomplissant plusieurs missions de combat et d'escales d'affaires à Luanda, Maputo et Port Louis.
En 1980, l'équipage du navire reçoit le fanion du ministre de la Défense de l'URSS pour son courage et sa bravoure militaire lors de voyages en mer lors d'un service de combat. Le navire abrite le quartier général de l'opération de récupération de l'épave du Boeing sud-coréen, abattu le 1er septembre 1983 près de l'île de Moneron.
En juin 1994, le Petropavlovsk est retiré de la flotte. Le 30 août de la même année, il est transféré dans la 44e brigade de navires anti-sous-marins, formée sur la base de la 48e division de navires anti-sous-marins (DIPK), de la 201e brigade de navires anti-sous-marins et de la 10e OPESK de la flotte russe du Pacifique, basée dans la baie de la Corne d'Or.
En 1996, le navire est désarmé, le 26 mai 1997, il est rayé des listes de la marine, en juin de la même année, il est remorqué jusqu'en Inde pour ferraillage.